# Sint-Laurentiuskerk (Andrimont)

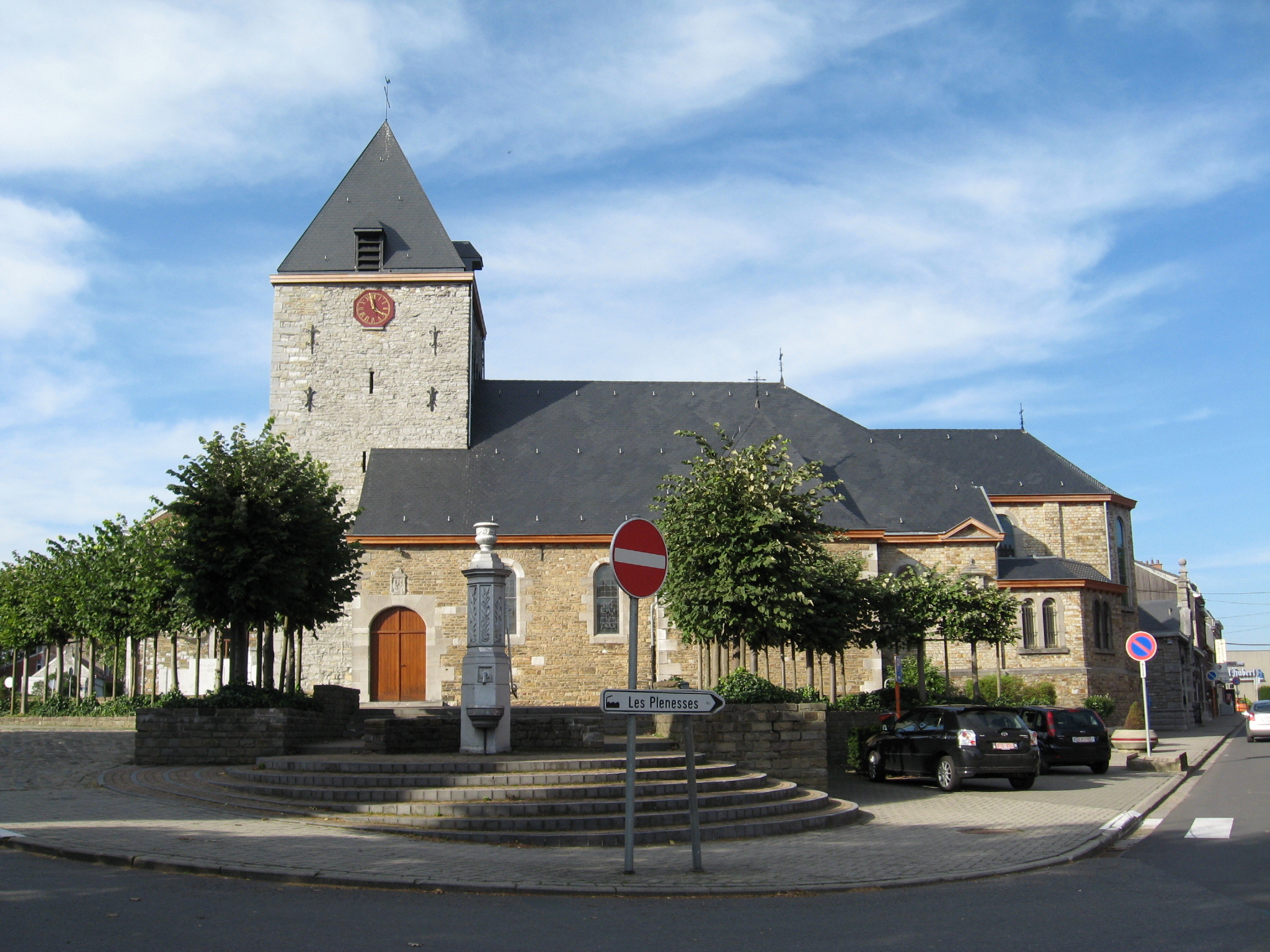
Sint-Laurentiuskerk

De Sint-Laurentiuskerk (Église Saint-Laurent) is de parochiekerk van de tot de Belgische gemeente Dison behorende plaats Andrimont, gelegen aan het Place Communale.

## Geschiedenis
In 1540 was er een kapel in Andrimont. Tussen 1650 en 1668 werd deze kapel vrijwel volledig herbouwd, maar ze ondervond schade door de aardbeving van 28 september 1692. De kapel werd in 1730 verheven tot parochiekerk.
De zijkapellen, die een pseudotransept vormen, werden in 1668 en 1719 toegevoegd. De vierkante toren werd in 1767 opnieuw bekleed door Lambert Liégeois. In 1887 werd een nieuw koor en een nieuwe sacristie gebouwd, naar ontwerp van Charles Thirion.

## Gebouw
Het betreft een driebeukige kerk met pseudotransept, een driezijdig afgesloten koor en een voorgebouwde vierkante toren, welke door een tentdak wordt gedekt. Het middenschip wordt overwelfd door een tongewelf, de zijbeuken hebben een vlak plafond. De zuidelijke zijkapel is van 1668, gesticht door de familie Tiri del Clisor, waarvan de wapenschilden aan de buitenzijde zijn aangebracht; en de noordelijke van 1719, gesticht door Lambert-Gilles De Fays en Anne-Marie-Gertrude de Hesselle. Van beide kapellen is het plafond verfijnd gestukt in Lodewijk XIV-stijl, met ornamenten en wapenschilden van de stichters. Boven het zuidelijke ingangsportaal is een reliëfsteen van 1606, met een gedetailleerde religieuze voorstelling omvattende Sint-Anna, Maria met Kind, met op de achtergrond Sint-Franciscus en Sint-Hermanus Josephus en daarachter weer een afbeelding van -mogelijk- het toenmalige Kasteel van Andrimont, voorzien van de wapenschilden van Herman de Ghoor en Françoise de Rivieren, heer en vrouwe van Andrimont.

## Interieur
De kerk bezit twee met houtsnijwerk versierde biechtstoelen in Lodewijk XIV-stijl, uit het 2e kwart van de 18e eeuw. Het natuurstenen doopvont is van ongeveer 1650. Een grote grafsteen is van 1673, en een bewerkt grafkruis is van 1665. Een schilderij, voorstellende de Aanbidding der Wijzen, is van 1724. Een reliëf stelt Maria voor die aan Sint-Dominicus de rozenkrans schenkt (1e kwart van de 18e eeuw). Koorstoelen zijn van omstreeks 1750, in Lodewijk XIV-stijl. De gebrandschilderde ramen zijn van 1887 en vervaardigd door H. Oidtmann.